# Otto von Friesen (författare)
Erik Otto von Friesen, född  9 mars 1945, död 30 juni 2025 i Raus distrikt, var en svensk författare och journalist.

## Biografi
Otto von Friesen hade ett historiskt intresse och hans första bok, Krukan från Raus, beskriver verksamheten på Raus Stenkärlsfabrik. Hans författarskap omfattar ofta beskrivningar av vardagshändelser, till exempel i form av boken Vi rustade en bondeskepparegård, där familjens renovering av huset på Råå beskrevs. Även Friesens dikter innehåller beskrivningar av omvärlden och naturupplevelser i en korthuggen prosa, där författaren ofta använder sig av haiku. Hans diktsamling från 2005 bär också namnet Anno haiku. Friesens författarskap innefattar dessutom de tre matlagningsböckerna Ord från spisen, Vårat kök och Pappas skafferi. Han var redaktör för böckerna Vilhelm Moberg, sanningen och friheten och Att stå det onda emot från Vilhelm Moberg-sällskapet. För sina matskriverier fick han Gastronomiska akademiens Gyllene penna 1992.
Som journalist och författare har von Friesen publicerat många artiklar och dikter i Helsingborgs Dagblad. Texterna är ofta inspirerade av trakten kring Helsingborg och Råå.  Han var under ett drygt decennium redaktör för Råå museum för fiske och sjöfarts tidning och skrev ett antal artiklar i skriften. Von Friesen drev under en tid det egna förlaget Pappas bokförlag.